# Édit de Saint-Germain-en-Laye (1679)
Pour les articles homonymes, voir Édit de Saint-Germain-en-Laye.
L'édit de Saint-Germain-en-Laye pris en avril 1679 par Louis XIV apporte d'importants changements dans l'enseignement du droit en France. 
Cet édit autorise en premier lieu l'enseignement du droit romain à Paris, où il avait été interdit par la décrétale Super speculam d'Honorius III en 1219. 
L'édit instaure aussi une nouveauté dans l'ensemble des facultés de droit du royaume, avec la création de chaires pour l'enseignement du « droit français contenu dans les ordonnances et dans les coutumes ». 
Les professeurs de droit français seraient nommés directement par le chancelier de France ; dans le protocole, ils devaient siéger immédiatement après le doyen.
L'édit prévoyait également que le droit français serait enseigné en français, ce qui constituait une rupture avec la tradition universitaire héritée du Moyen Âge, qui voulait que tous les cours aient lieu en latin. 
L'édit comprenait encore des mesures destinées à contrôler l'assiduité des étudiants, mais aussi la tenue régulière des cours par les professeurs. 
L'édit d'avril 1679 apparaît comme une affirmation de l'autonomie du droit français par rapport à l'ensemble formé du droit romain et du droit canonique, qui formaient jusque-là l'essentiel des études juridiques.

## Source
- Philippe Sueur, Histoire du droit public français (XVe – XVIIIe siècles), 2e éd., 1994, t. II, p. 148-149.